# Жерве, Поль (художник)
Жан Луи Поль Жерве (фр. Jean Louis Paul Gervais; 7 сентября 1859 г. Тулуза, † 1 марта 1944 г. Париж) — французский художник, график и мастер фресковой живописи. Занимался также плакатным искусством.

## Жизнь и творчество
Пьер Жерве начал изучать живопись в 1876 году, в тулузской Высшей школе изящных искусств. В 1879 году он перешёл в Высшую школу изящных искусств в Париже. Ученик Жана-Леона Жерома и Габриэля Ферье. В июле 1891 года Жерве выиграл Prix du Salon: по сравнению с конкурентами, в пользу его работы было отдано подавляющее количество голосов. В 1891 году художник совершил учебную поездку по Испании, посетил Сарагосу, Барселону, Гранаду, Севилью, Бильбао и Мадрид. В испанских музеях Жерве изучал полотна Гойи, Веласкеса, Мурильо, Эль Греко, Тициана, Рубенса, Брейгеля Старшего и других «старых мастеров». С февраля по август он находился на юге Испании, в Севилье и Гранаде, с сентября по декабрь 1892 года жил в Риме.
Участник различных художественных выставок и парижских салонов, где удостаивался наград. В 1900 году двумя своими картинами был представлен на парижской Всемирной выставке: «Приговор Париса» (написана в 1894 году) и «Титания и осёл» (написана в 1897 году, на темы шекспировской комедии «Сон в летнюю ночь». В то же время художник основное своё внимание уделял фресковой живописи, работы его были посвящены мифологической и аллегорической тематике, зачастую с эротическими сценами.
Жерве был знаком со многими влиятельными деятелями современного ему французского общества. Благодаря родственным отношениям с известным адвокатом и политиком Жюлем Памом Жерве получил заказ на оформление внутреннего убранства в Отеле Пам в Перпиньяне. Другой крупный французский политик, Гастон Дюмерг, в 1902 году помог ему получить ряд подрядов на выполнение настенной монументальной росписи в зданиях суда в Безансоне, в 1910, 1914 и в 1917 годах —  в зданиях министерства колоний, в 1924 году — в Высшей школе военно-морского флота и в Елисейском дворце в Париже. Жерве также создал настенные росписи в казино в Монте-Карло и в Ницце. Он был автором ряда рекламных плакатов для табачных фабрикантов с изображением курящих женщин (марка сигарет JOB).
Поль Жерве также занимался преподавательской деятельностью. С 1904 года он учил студентов в парижской художественной Академии Витти, а затем — в парижской Высшей школе изящных искусств, где занял профессорскую кафедру после своего учителя Жана-Леона Жерома. В период с 1907 и по 1912 год он также преподавал в Академии Жюлиана в Париже, среди его учеников был Эббот Фуллер Грейс. За заслуги в области искусств и культуры в 1908 году художнику присвоили звание офицера ордена Почётного легиона.
В 2015 году картина художника «Симфония» была продана за 13 тысяч долларов на аукционе Сотсбис в Париже.

## Семья
Поль Жерве — отец художника, врача и писателя Альбера Жерве.

## Галерея

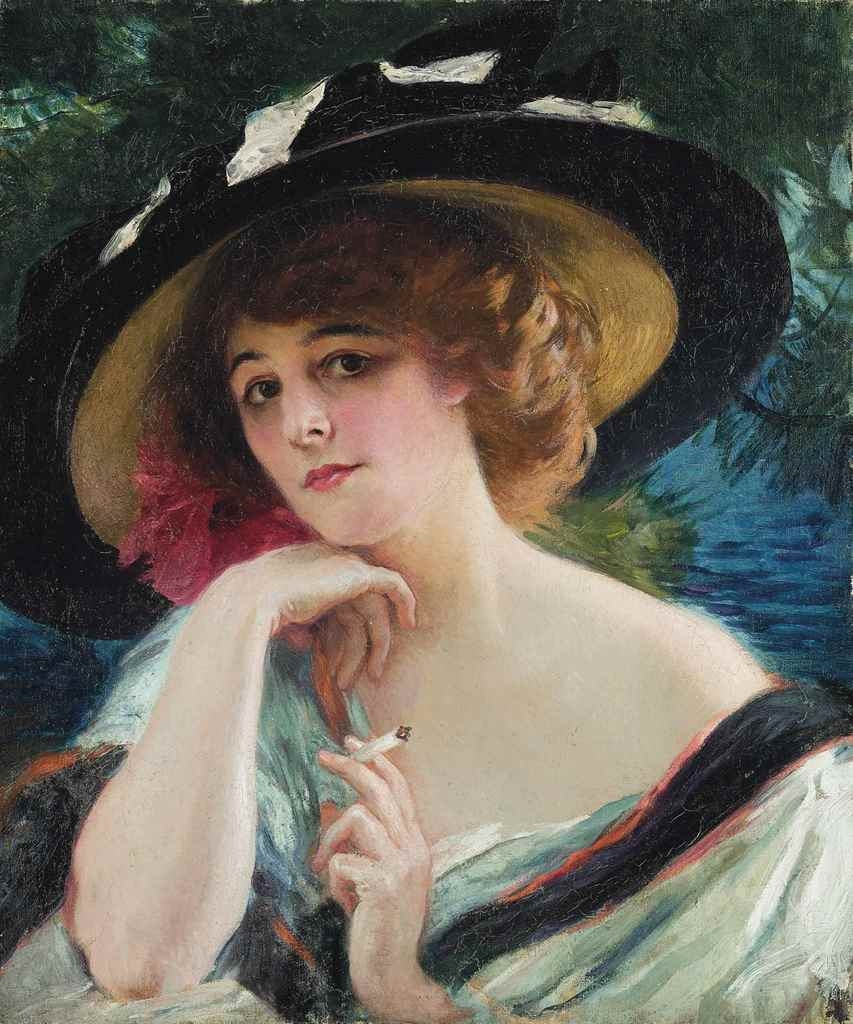
Совращающий взгляд
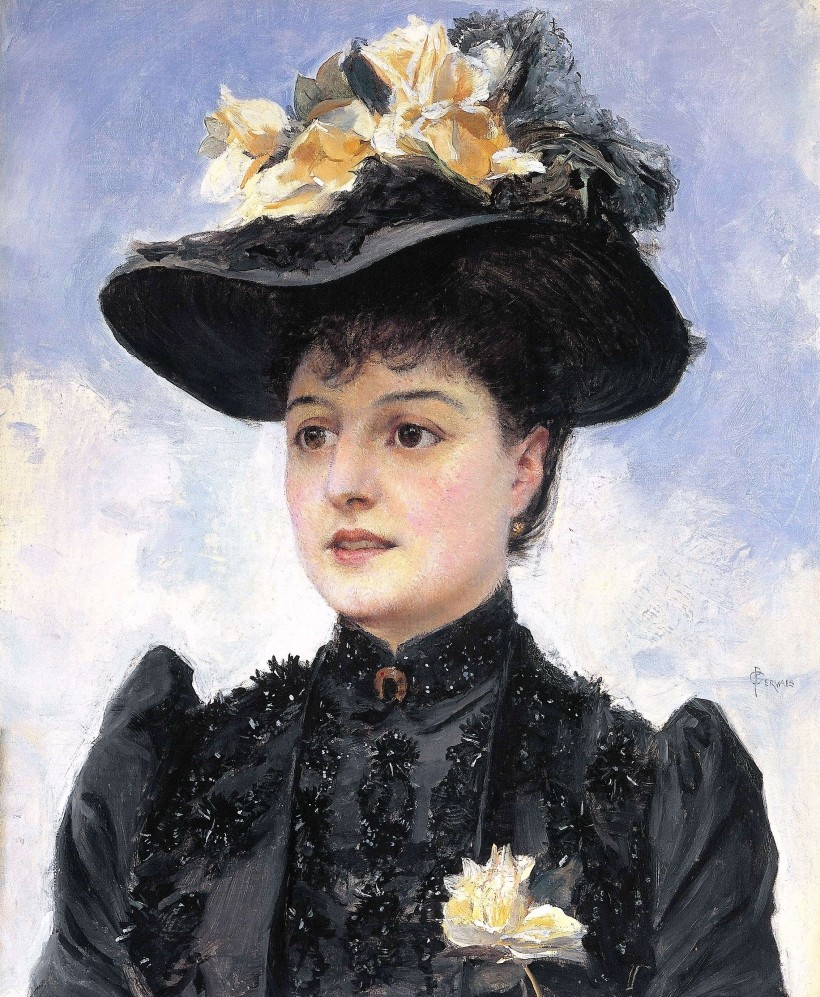
Портрет дамы (ок. 1900 г.)
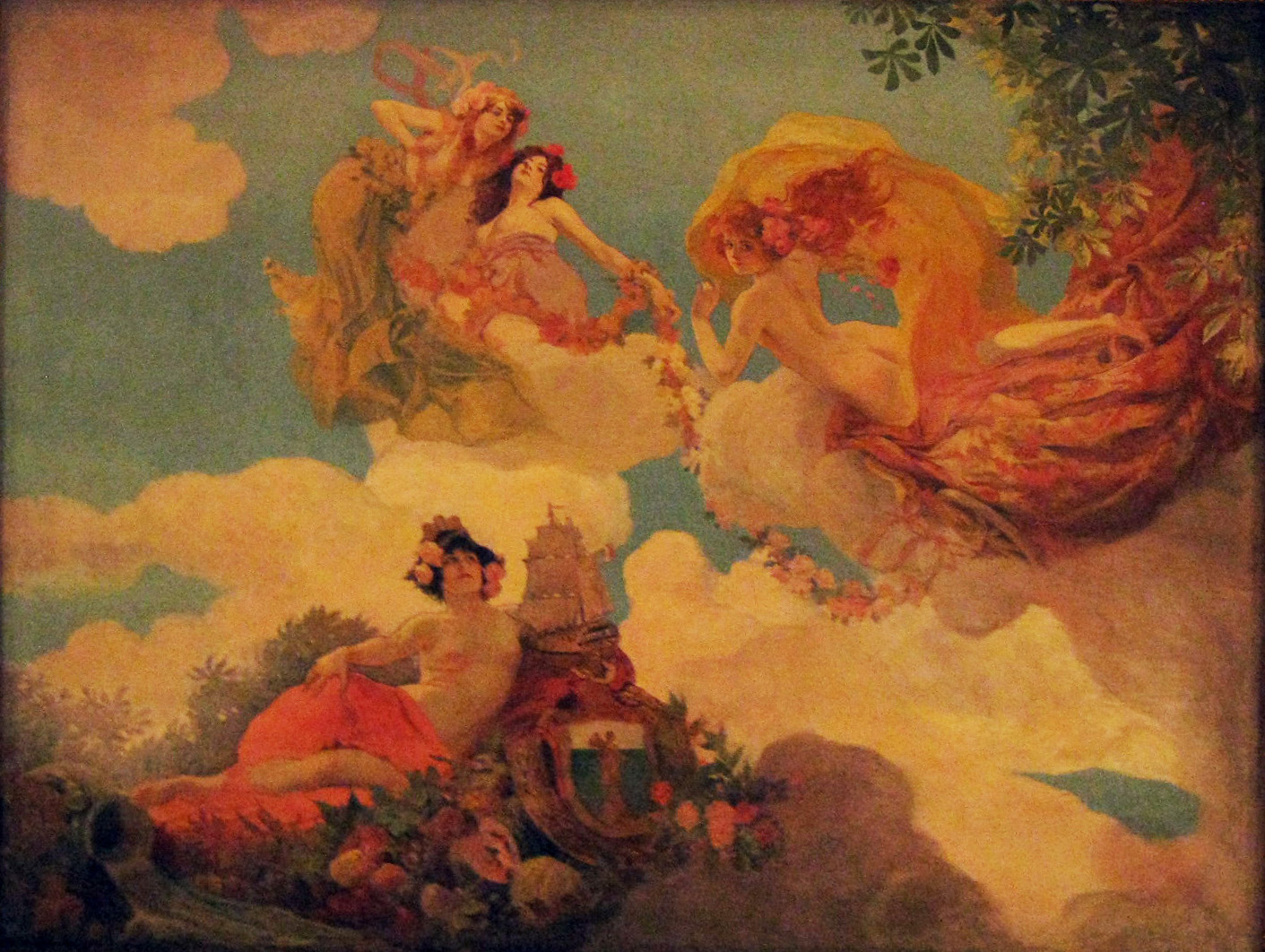
Росписи Отеля Пам в Перпиньяне
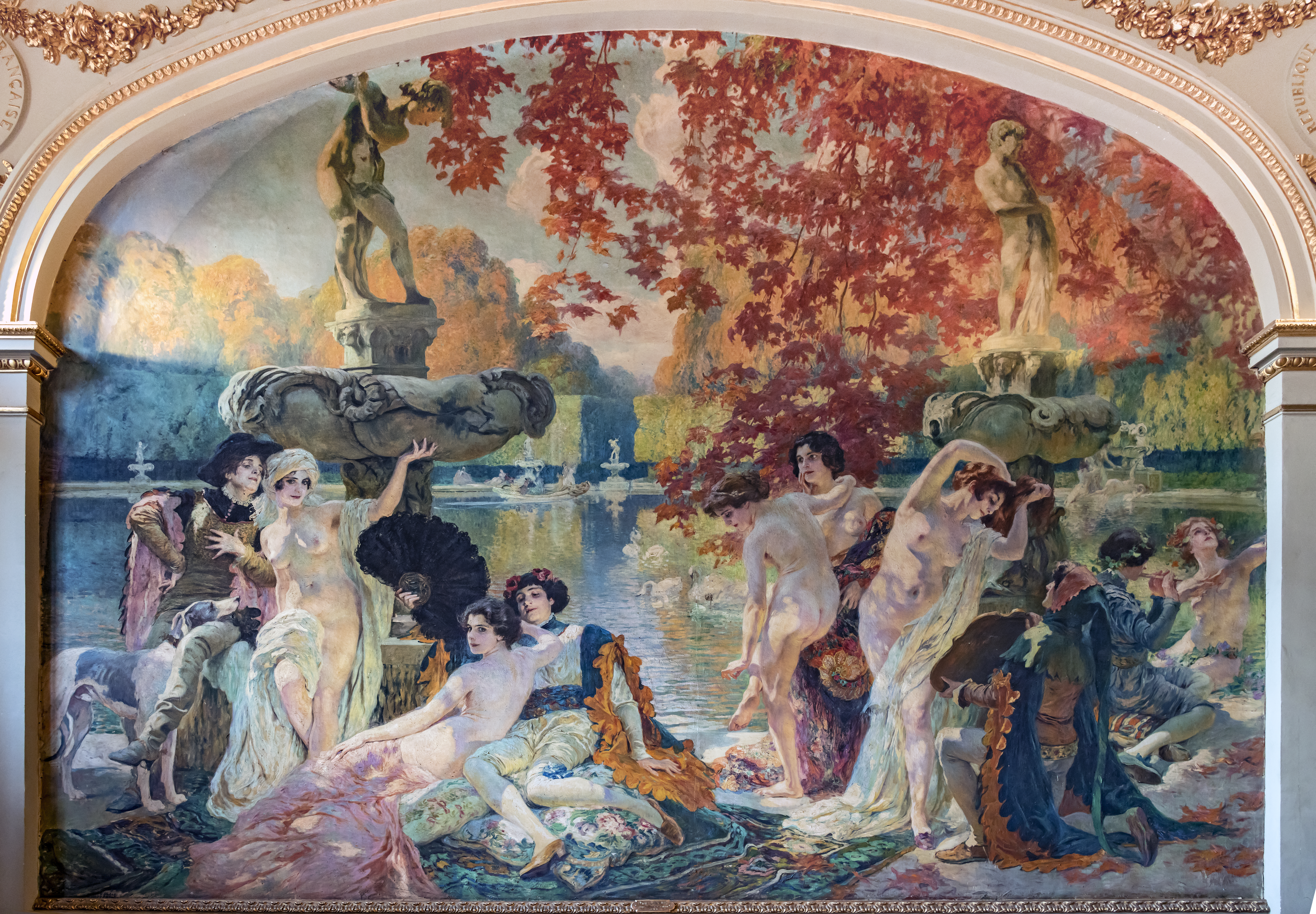
Амур и Цитера, внутренняя роспись здания в Тулузе.
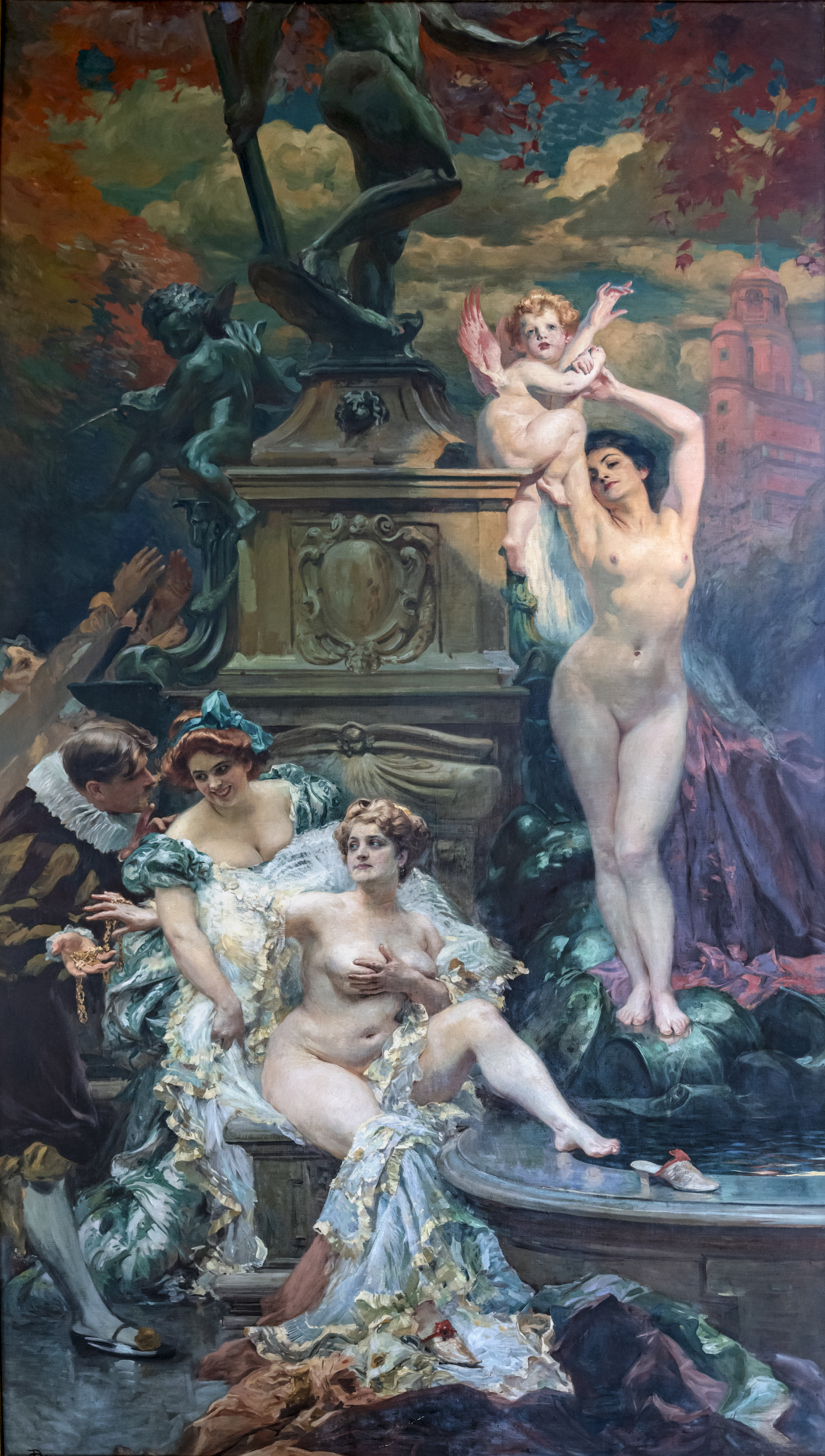
Фонтан вечной юности, внутренняя роспись Капитолия в Тулузе